# Sega Mega Drive 32X
Il Sega Mega Drive 32X è una periferica per il Sega Mega Drive sviluppata da SEGA nel 1994. Il dispositivo è stato commercializzato in diversi paesi con vari nomi: Sega 32X (スーパー32X?, Sega Sanjūni Ekkusu) in Giappone, Sega Genesis 32X in America settentrionale e Mega 32X in Brasile.
Scopo della periferica è aumentare le capacità della console nella grafica 3D, consentendole di realizzare effetti simili a quelli che sarebbero poi divenuti il fondamento della successiva generazione di console a 32 bit.
Messo sul mercato statunitense al prezzo di 159,99 dollari, l'accessorio si rivelò un flop commerciale, ed è stato descritto come il peggior errore commesso dalla Sega. La produzione fu interrotta dopo meno di un anno e mezzo.

## Storia

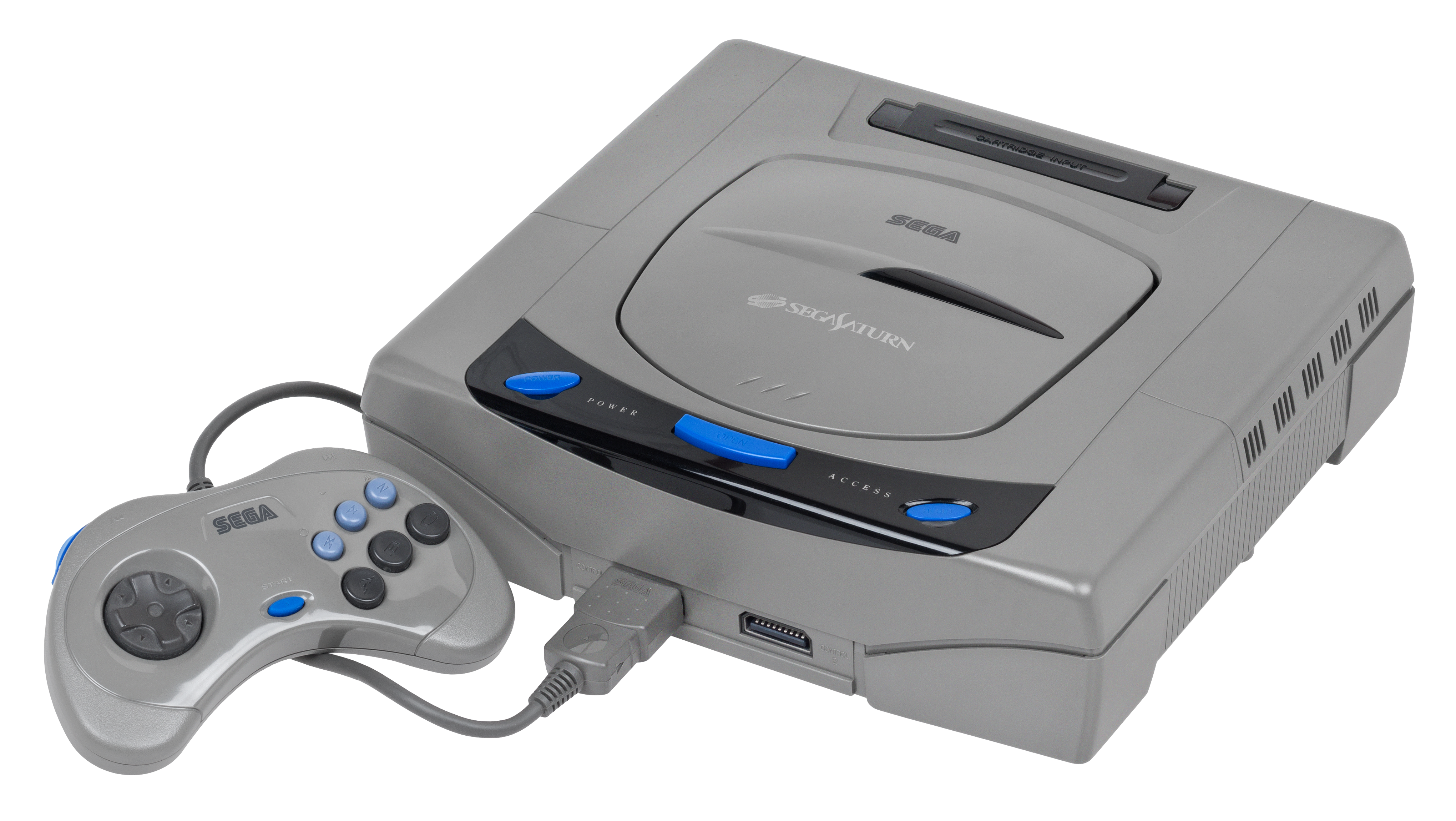
Il Sega Saturn venne messo in commercio in Giappone il giorno dopo del lancio statunitense del 32X

Annunciato nel corso del Consumer Electronics Show 1994, il Sega 32X (nome in codice Project Mars) era stato inizialmente concepito come una nuova console a 32 bit, con il nome di Gigadrive, tuttavia venne convertito in un accessorio per la console SEGA già esistente, in seguito a suggerimento di Joe Miller, direttore del reparto ricerca e sviluppo di Sega of America, dovendo realizzare una vera console next-gen a causa della diffusione delle specifiche tecniche di 3DO (che fu proposto alla stessa SEGA) e PlayStation. Al momento del lancio si decise di non utilizzare il nome Gigadrive e si preferì il più moderno "32X".
La motivazione dietro il lancio della periferica era rispondere al lancio dell'Atari Jaguar, pubblicizzata come console a 64 bit. Poiché il Sega Saturn non sarebbe stato pronto entro la fine del 1994, SEGA voleva prolungare la vita del Mega Drive, tuttavia non rese mai esplicito il fatto che i giochi per Sega Mega CD e 32X non sarebbero stati compatibili con la seguente console. La compagnia aveva inoltre pianificato di distribuire una console, dal nome in codice Neptune, che combinasse le caratteristiche del Mega Drive con il 32X, ma in seguito abbandonò l'idea.
Il Sega 32X fu un fallimento commerciale: a gennaio 1995 ne erano state vendute 600 000 unità. Dopo alcuni mesi dall'arrivo sugli scaffali, il prezzo dell'accessorio scese prima a 99 dollari e infine a soli 19,99. Tra i motivi del fiasco, oltre ad una scarsa libreria di giochi, hanno contribuito l'annuncio del Nintendo 64 e della PlayStation, oltre che della stessa console SEGA prevista per l'anno successivo, anche i malfunzionamenti del 32X con alcuni modelli del Mega Drive.

## Caratteristiche tecniche
Il Sega 32X va inserito nella porta per cartucce del Mega Drive e si presenta come una torretta fissata al di sopra della console. Ha a sua volta una porta superiore dove vanno inserite le cartucce di gioco specifiche per 32X, ma vi si possono inserire anche i giochi per il Mega Drive di base senza dover togliere la periferica.
Il 32X ha una propria alimentazione indipendente da rete elettrica, un connettore di ingresso video RGB per un breve cavo che va dalla console alla periferica (che sovrappone un proprio segnale video a quello del Mega Drive), e un'uscita video verso la TV.

## Videogiochi
In tutto vennero pubblicati soltanto 40 videogiochi per Sega Mega Drive 32X.
Secondo una selezione fatta dalla rivista Retro Gamer, cinque dei più grandi giochi per 32X sono Space Harrier, Knuckles' Chaotix, Stellar Assault, Virtua Fighter e Star Wars Arcade.
La Acclaim Entertainment fu l'unico editore indipendente dalla Sega che si dedicò in modo rilevante a pubblicare titoli per 32X, tra i quali spicca Mortal Kombat II, ma furono tutti versioni potenziate di giochi già usciti per Mega Drive.
Tra i giochi per 32X ce ne sono 6 che richiedono contemporaneamente anche l'espansione Sega Mega CD, tutti basati su full motion video e nessuno esclusivo del sistema.